# سنگاپور پست
سنگاپور پست (انگلیسی: Singapore Post) شرکت پست سنگاپوری است، که در سال ۱۸۱۹ تأسیس شد.